# Азам Али
Азам Али (на персийски:  اعظم علی) е певица и музикантка от Иран, живееща в Съединените американски щати.

## Биография
Родена е през 1970 г. в Техеран, но 4-годишна се премества със семейството си в Панчгани, Индия. Там тя силно се повлиява от индийската култура и музика.
През кариерата си Азам Али е работила с редица изтъкнати групи и композитори като Серж Танкиан от System Of A Down, Dredg, The Crystal Method, Juno Reactor, Buckethead, композиторите на филмова музика Тейлър Байтс (за музиката към филма 300) und Джеф Рона, Кодо und Майки Харт.
Ислямската революция през 1979 г. променя живота на много ирански семейства, също и на това на Азам Али. През 1985, когато Азам е още тийнейджър семейството напуска Индия и заминават за Калифорния, САЩ. Тя живее все още там.

## Проекти
Освен солокариерата си Азам Али става известна в много проекти. Популярност ѝ носят групите „Vas“ und „Niyaz“, в които тя изпълнява съвременни адаптации на старинни ирански, туркменски и индийски мелодии и поеми. В някои от албумите и Азам Али изпява и известни български народни песни с нов аранжимент (виж връзки). Niyaz е съвместен проект с диджея, продуцент и ремискер Кармен Ризо (Carmen Rizzo) и Лога Рамин Торкиан (Loga Ramin Torkian) от популярната в Иран група Axiom Of Choice. Азам Али активно участва в проект с композитора Тейлър Байтс.

## Дискография

### Соло
- 2002 – Portals of Grace
- 2006 – Elysium For The Brave
- 2006 – Man ye' mihanforousham
- 2007 – „300“ and my „MIHANFOROOSHI“

### с Vas
- 1997 – Sunyata
- 1998 – Offerings
- 2000 – In the garden of Souls
- 2004 – Feast of Silence

### с Niyaz
- 2005 – Niyaz

### гастроли
- 2005 – Buckethead Enter The Chicken